# Milíkov, Cheb
Milíkov là một làng thuộc huyện Cheb, vùng Karlovarský, Cộng hòa Séc.